# Mount Palomar
Mount Palomar of  Palomar Mountain  (Spaans:  Monte Palomar ) is een bergrug in de Peninsular Ranges in het noorden van San Diego County in de Amerikaanse staat Californië. De berg staat bekend als de locatie van het Palomar-observatorium en de Haletelescoop die van 1949 tot 1992 gold als de grootste ter wereld.
De Spaanse naam "Palomar", "duiventil" , komt uit de Spaanse koloniale periode in Alta California, toen de bergrug bekend stond als de thuisbasis van bandstaartduiven.
Aan de voet van de berg ligt Oak Knoll Campground, voorheen bekend als Palomar Gardens. In de jaren vijftig en zestig  werd deze locatie bekend door de eigenaar en bewoner, de later als bedrieger ontmaskerde UFO-fanaat George Adamski. Hij was een van de schrijvers van het geruchtmakend boek Flying Saucers Have Landed uit 1953, over beweerd contact met buitenaardse wezens.